# إدسون مينغا
إدسون ديكو مينغا (بالفرنسية: Edson Minga)‏ (مواليد 31 مايو 1979 في برازافيل) لاعب كرة قدم كونغولي دولي يجيد اللعب في خط الهجوم . حاليا لا يرتبط بعقد مع أي نادي .

## روابط خارجية
- إدسون مينغا على موقع الاتحاد الدولي (مؤرشف)  (الإنجليزية)
- إدسون مينغا على موقع قاعدة بيانات كرة القدم.إي يو (الإنجليزية)
- إدسون مينغا على موقع ناشيونال فوتبول تيمز (الإنجليزية)
- إدسون مينغا على موقع Soccerway.com (الإنجليزية)